# Ашшур-убаллит II
Ашшур-убаллит II (ассир. «Ашшур — сохрани в живых») — царь Ассирии приблизительно в 612/611—609 годах до н. э.

## Биография

Ассирийская держава времен ассиро-вавилонских войн 627—609 годов до н. э.

Вероятно, Ашшур-убаллит II был братом Ашшурбанапала и пятым сыном Ассархаддона, полное имя которого было Ашшур-этель-шаме-ирсити-уббалит-су, что в переводе означает «Ашшур — герой небес и земли, сохрани его в живых». Если это предположение верно, то Ашшур-убаллит, который родился в 674 году до н. э., был, таким образом, в 612 году до н. э. уже стариком. Первоначально Ашшур-убаллит был первосвященником Эхулхула, храма бога Луны Сина в Харране; сохранилось известие Ашшурбанапала о назначении им в харранские первосвященники своего брата.
Или ещё осенью 612 или в начале 611 года до н. э. Ашшур-убаллит II был избран царём той частью ассирийского войска и знати, которым удалось прорваться к Харрану после падения Ниневии. Ассирийцы во главе со своим новым царём уповали на помощь Египта, прилагающего все силы для того, чтобы не допустить к своим границам скифов, мидян и вавилонян. В 611 году до н. э. вавилоняне начали операции в районе Харрана и захватили и разгромили область Шуппа. А 28 арахсамну (октябрь/ноябрь) Набопаласар овладел в тылу ассирийцев городом Руггулити при впадении в Евфрат реки Сагур, и перебил всё его население.
Решающие бои за Харран разыгрались в следующем году. Набопаласар выступил в поход в мае 610 году до н. э. и до ноября опустошал область Харрана. В ноябре к нему присоединились мидяне и вместе с ними он двинулся на Харран. Ассирийцы и авангард египтян в ужасе бросили город и бежали за Евфрат. Харран был разграблен, причём мидяне уничтожили его знаменитый храм Эхулхул. В марте 609 года до н. э. победители разошлись по домам, оставив в Харране вавилонский гарнизон. В июне 609 до н. э. на помощь ассирийцам к Каркемишу двинулись новые подкрепления египтян, под командованием самого фараона Нехо II. Соединившись с Ашшур-убаллитом, Нехо перешёл Евфрат и атаковал Харран. Тяжёлые бои велись всё лето. Вавилонский гарнизон мужественно отразил все приступы египтян и ассирийцев и удержал город.
В сентябре 609 года до н. э. Набопаласар двинулся на выручку Харрану. Проиграв битву в стране Ицалла (севернее Харрана), фараон Нехо снял осаду Харрана и отступил за Евфрат. Харран остался в руках вавилонян. В 605 года до н. э. под Каркемишем потерпели поражение главная египетская армия и остатки отрядов Ашшур-убаллита. Таким образом, Ассирия и её царь Ашшур-убаллит навсегда исчезли со страниц истории.